# Cyclamen repandum
Cyclamen repandum es una especie de planta de flores perteneciente a la familia Primulaceae. Es originaria de Europa.

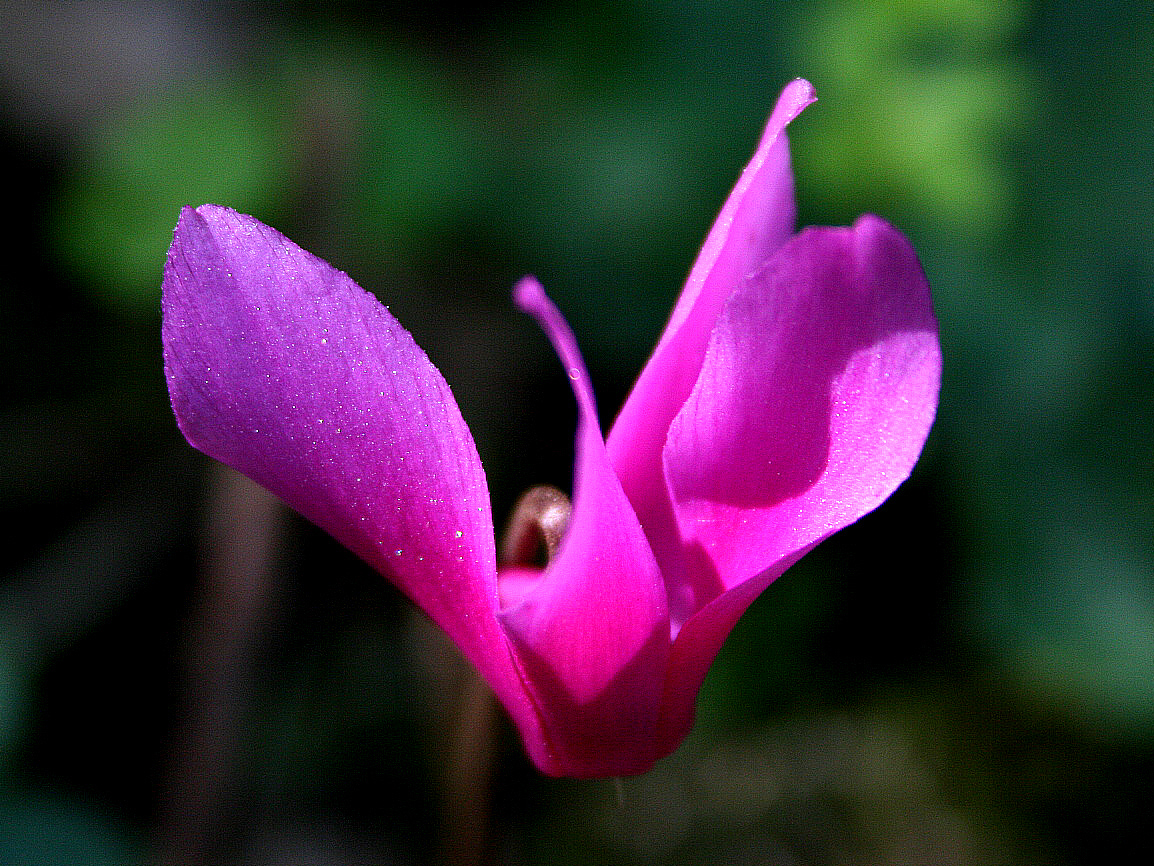
Detalle de la flor

## Descripción
Es una pequeña planta vivaz con raíz tuberosa que alcanza los 15 cm de altura. Tiene hojas cordadas y lobadas y flores vistosas y olorosas de 3 cm de diámetro.

## Distribución y hábitat
Es una especie de la región mediterránea que se encuentra desde el sur de Francia, pasando por Italia, norte de ex-Yugoslavia, Albania y la isla de Corfú.

## Taxonomía
Cyclamen repandum fue descrita por James Edward Smith y publicado en Florae Graecae Prodromus 1: 128. 1806.
Etimología
Ver: Cyclamen
repandum: epíteto latino que significa "de color púrpura".
Sinonimia
- Cyclamen ficariifolium Rchb.
- Cyclamen ilicetorum Jord.
- Cyclamen lobospilum Jord.
- Cyclamen repandum f. album Grey-Wilson
- Cyclamen vernum Rchb.
- Cyclaminus repanda (Sm.) Asch.[3]